# GranatowyPrawieCzarny
GranatowyPrawieCzarny (hiszp. AzulOscuroCasiNegro) – hiszpański dramat filmowy z 2006 roku w reżyserii debiutanta Daniela Sáncheza Arévalo. Kontynuacja historii z nagrodzonego filmu krótkometrażowego Física II z 2004 roku. Zdjęcia kręcono w Madrycie.

## Fabuła
Jorge jest młodym mężczyzną, jednak realizacja jego życiowych planów musi zaczekać, kiedy jego ojciec dostaje udaru. Przez siedem lat pieczołowicie opiekuje się ojcem, studiuje zaocznie i pracuje jako dozorca, żeby zdobyć wykształcenie biznesowe.
Ze studiów za granicą wraca Natalia (sympatia Jorge z dzieciństwa) i Jorge zaczyna pragnąć zmiany w życiu. Rozpaczliwie poszukuje nowej, lepszej pracy, lecz zdaje sobie sprawę, że nikt go nie zatrudni z powodu ubogiego doświadczenia dozorcy.
Antonio, starszy brat Jorgego który niebawem opuści więzienie, to oportunista, który nigdy nie mógł znaleźć wspólnego języka z ojcem. Na warsztatach teatralnych w więzieniu poznaje Paulę – piękną, młodą kobietę, która odsiaduje wyrok za narkotyki. Paula zostaje brutalnie pobita za flirt z chłopakiem współwięźniarki, więc pragnie zajść w ciążę, która pozwoli jej zostać przeniesioną do oddziału więziennego dla matek i rozwiązać problem. Początkowo Antonia interesuje tylko seks z Paulą, lecz z czasem zakochuje się w niej. Bardzo chcąc jej pomóc zajść w ciążę, odkrywa, że jest bezpłodny.
Wszystko ulega zmianie, kiedy Antonio wychodzi z więzienia i zaczyna wykorzystywać empatyczną naturę Jorgego, aby namówić go do wizyt małżeńskich u Pauli i pomóc mu ją zapłodnić. Jorge niechętnie opiera się prośbie brata, mimo iż może to zaszkodzić jego długotrwałemu związkowi-nie związkowi z Natalią. W tym czasie najlepszy przyjaciel Jorgego, masażysta imieniem Israel, fotografując z ukrycia klientów salonu masażu erotycznego dokonuje szokującego odkrycia. Okazuje się, że jego ojciec korzysta z usług masażysty, więc Jorge wnioskuje, że jego ojciec jest gejem. Zirytowany hipokryzją ojca, zaczyna go anonimowo szantażować. Jednak później Israel zaczyna kwestionować swoją seksualność, gdy w śladem ojca także postanawia poddać się erotycznemu masażowi.
Związek Jorgego i Natalii przechodzi trudne chwile po tym, jak Natalia próbuje uzyskać dla Jorgego stanowisko w firmie w której pracuje, a jedyną ofertą okazuje się być posada dozorcy. Wówczas Antonio dowiaduje się o ukrytym koncie bankowym ojca, pełnym pieniędzy.
By spełnić prośbę brata, Jorge regularnie uczęszcza na widzenia intymne z Paulą, co sprawia, że zaczyna się w niej zakochiwać. Oboje stopniowo odkrywają swoją osobliwą relację. Paula zachodzi w ciążę, a Jorge dzięki Pauli przestaje czuć się odpowiedzialny za wszystko i wreszcie stawia czoła własnym pragnieniom, nie zważając na to, czego żąda od niego reszta świata. Kończy swój związek z Natalią i decyduje się czekać na wyjście Pauli z więzienia. Relacja z bratem uchodzi cało mimo emocjonalnego zaangażowania Jorgego. Antoniowi nie udaje się zabrać pieniędzy z sekretnego konta bankowego ojca.
Israel w końcu odzyskuje spokój po konfrontacji z rodzicami i własną seksualnością. Paula rodzi Jorgemu córeczkę. Jorge wyprowadza się z budynku w którym pracował i mieszkał przez wiele lat, znajdując nową pracę jako dozorca. Podczas kiedy myśli o tym, jak się wyrwać z życiowej ślepej uliczki, marzy o granatowym, prawie czarnym garniturze. Wreszcie pożycza samochód Israela, rozbija witrynę sklepową i chwyta granatowy garnitur.

## Obsada
- Quim Gutiérrez – Jorge
- Marta Etura – Paula
- Antonio de la Torre – Antonio
- Héctor Colomé – Andrés, ojciec
- Raúl Arévalo – Israel
- Eva Pallares – Natalia
- Manuel Morón – Fernando
- Ana Wagener – Ana

## Nagrody
- 3 Nagrody Goya: Najlepszy nowy reżyser, Najlepszy aktor drugoplanowy (De la Torre), Najlepszy nowy aktor (Quim Gutiérrez)
- 63. MFF w Wenecji: Nagroda Label Europa Cinemas, Nagroda UAAR, Brian Prize
- Festiwal Filmowy w Tallinnie: Grand Prix EurAsia

## Premiera DVD
Film miał swoją premierę na DVD 8 stycznia 2008 w Stanach Zjednoczonych. Film w wersji hiszpańskiej z angielskimi napisami. W dodatkach znajdują się wywiady z reżyserem Danielem Sánchezem Arévalo i głównymi odtwórcami ról.